# Сукоб (филм из 1945)
Сукоб (енгл. Conflict) је амерички филм из 1945. године режисера Кертиса Бернхарта, са Хамфријем Богартом, Алексис Смит и Сиднијем Гринстритом у главним улогама.

## Улоге
| Глумац          | Улога                    |
| --------------- | ------------------------ |
| Хамфри Богарт   | Ричард Мејсон            |
| Алексис Смит    | Евелин Тернер            |
| Сидни Гринстрит | др Марк Хамилтон         |
| Роуз Хобарт     | Катрин Мејсон            |
| Чарлс Дрејк     | професор Норман Холзворт |
| Грант Мичел     | др Грант                 |
| Патрик О`Мур    | детектив поручник Еган   |
| Ен Шумејкер     | Нора Грант               |
| Едвин Стенли    | Филипс                   |